# سقنقر الرمل الكبير
سقنقر الرمل الكبير (باللاتينية: Acanthodactylus scutellatus) (بالإنجليزية: Nidua Lizard)، هو نوع ينتمي إلى (فصيلة: Lacertidae) .

## روابط خارجية
- زواحف المملكة العربية السعودية
- الزواحف والبرمائيات في مصر
- التنوع البيولوجي في مصر[وصلة مكسورة]
- الحياة البرية في الإمارات
- التنوع الحيوي بالسلطنة نسخة محفوظة 14 أغسطس 2014 على موقع واي باك مشين.
- دليل الحياة البرية في تونس
- متحف الزواحف في كلية علوم دمياط